# Trachycentra
Trachycentra is een geslacht van vlinders van de familie echte motten (Tineidae), uit de onderfamilie Hapsiferinae.

## Soorten
- T. amphiloxa Meyrick, 1907
- T. calamias Meyrick, 1886
- T. cicatricosa Meyrick, 1932
- T. corethrodes (Diakonoff, 1968)
- T. chlorogramma Meyrick, 1907
- T. elaeotropha Meyrick, 1933
- T. glaucias Meyrick, 1907
- T. prasina (Diakonoff, 1967)
- T. psorodes Meyrick, 1907
- T. rhynchitis Meyrick, 1938
- T. sagmatias Meyrick, 1907